# Gangsta's Paradise (пісня)
«Gangsta's Paradise» (укр. «Гангстерський рай») — сингл американського репера Coolio, що вийшов 1 серпня 1995 на лейблах Tommy Boy, Warner Bros. і MCA. Пісня написана на основі композиції Стіві Вандера «Pastime Paradise». Співвиконавцем пісні є американський співак L.V., який разом з Coolio та Дагом Рашидом також є її співавтором. Отримавши платиновий статус у жовтні 1995 року, в листопаді того ж року пісня увійшла до другого студійного альбому Coolio Gangsta's Paradise. Кліп на пісню було знято режисером Антуаном Фукуа за участю акторки Мішель Пфайффер.
Пісня стала найпродаванішим синглом 1995 року в США за версію Billboard. Загалом понад п'ять мільйонів копій синглу було продано у Сполучених Штатах, Великій Британії та Німеччині.
У 2008 році пісня посіла 38 місце в рейтингу «100 найкращих хіп-хоп пісень» телеканалу VH1. 2012 року NME розташували композицію на 100 місці у своєму рейтингу «100 найкращих пісень 1990-х», а в 2023 році Billboard занесли її до списку «500 найкращих поппісень усіх часів». Окрім цього, Coolio отримав «Греммі» за найкраще сольне реп-виконання, дві нагороди MTV Video Music Awards в категоріях «Найкраще реп-відео» та «Найкраще відео з фільму» та нагороду Billboard Music Awards за пісню/альбом. В результаті опитуванні критиків, організованого виданням The Village Voice, пісня була визнана найкращим синглом року.

## Історія написання
Coolio, L.V. і Даг Рашид є авторами музики та слів до пісні. Рашид також виступив у ролі продюсера. Окрім цього, авторство музики та тексту також приписують Стіві Вандеру, оскільки «Gangsta's Paradise» створена на основі його пісні «Pastime Paradise» з альбому Songs in the Key of Life 1976 року. Через це «Gangsta's Paradise» є одною із небагатьох композицій Coolio без ненормативної лексики, оскільки Вандеру не подобалося, що його власна пісня буде якось з цим пов'язана.
Текст пісні починається словами із Псалма 23:4: «Коли я іду хоча б навіть долиною смертної темряви...» Також на задньому плані можна почути хоровий спів, що додає релігійних конотацій композиції. Перші пару рядків Coolio вигадав у результаті фристайлу, швидко потім дописавши решту тексту за один присід. Пізніше він казав: «Ця пісня хотіла народитися, вона хотіла ожити, та вибрала мене як свою оболонку». Приспів пісні був створений L.V. шляхом багаторазового поєднання вокальних рядків, щоб в результаті звучання було подібно до хору.

## Позиції в чартах
Сингл досяг першого місця в чартах США, Великій Британії, Ірландії, Франції, Німеччині, Італії, Швеції, Австрії, Данії, Нідерландах, Норвегії, Швейцарії, Австралії та Новій Зеландії, що робить його найуспішнішим синглом Coolio за весь час. В Австралії пісня очолювала чарт протягом 14 тижнів поспіль. Це було рекордом, який тільки через 22 роки вдалося побити пісні «Shape of You». В американському чарті Billboard Hot 100 сингл провів три тижні на першому місці та дев’ять тижнів на другому. 23 лютого 1996 року RIAA надала пісні тричі платиновий статус, що свідчить про три мільйони проданих копій синглу. Станом на вересень 2022 року в США було також продано майже два мільйони копій у вигляді завантажень на цифрових платформах. Окрім цього, користувачі в інтернеті офіційно прослухали композицію понад 763 мільйон разів.
Через два дні після смерті Coolio 28 вересня 2022 року «Gangsta's Paradise» дебютувала під номером п'ять в британському чарті UK Official Singles Sales Chart Top 100 і знову увійшла до чарту Official Top 100 Singles Chart 7 жовтня 2022 року під номером 55.

## Кліп на пісню
Кліп на пісню був знятий режисером Антуаном Фукуа. В ньому акторка Мішель Пфайффер повернулася до своєї ролі з фільму «Небезпечні думки». Спочатку Coolio не подобалося бачення Фукуа щодо того, яким має бути відео. Попри це, репер повністю йому довірився і врешті був задоволений остаточним результатом.

## Вплив і спадок
1999 року The Village Voice розташували «Gangsta's Paradise» на четвертому місці в своєму списку «Найкращих синглів 90-х». 2008 року пісня посіла 38 місце в рейтингу каналу VH1 «100 найкращих хіп-хоп пісень». У 2012 році NME розташували композицію на 100 місці в рейтингу «100 найкращих пісень 1990-х». 2019 року журнал Billboard поставив пісню на 20 місце в рейтингу «Кращих пісень 90-х». У липні 2020 року цифрове видання The Pudding проводило дослідження серед міленіалів і покоління Z щодо найвідоміших серед них пісень 90-х. В результаті «Gangsta's Paradise» посіла 12 місце за показником впізнаваності. У жовтні 2023 року композиція посіла 166 місце в рейтингу Billboard «500 найкращих поппісень усіх часів».